# Bojan Kostreš
Bojan Kostreš, född 25 augusti 1974 i Zrenjanin, Socialistiska republiken Serbien, SFR Jugoslavien.
Kostreš är en av Vojvodinas före detta provinspresidenter.